# Tell Shemshara
Tell Shemshara és un jaciment arqueològic de l'Iraq al Petit Zab.
El munt està format per dues parts, una la principal i una altra més baixa; la principal mesura 60 metres de diàmetre i 19 metres d'altura 19; el munt baix és de 6 metres d'altura.
Un equip danès va començar l'excavació de rescat el 1957 perquè el lloc havia de ser cobert pel llac Dukan a causa de la construcció de l'embassament de Dukan. L'excavació va continuar el 1958 i 1959 per arqueòlegs iraquians (State Board of Antiquities and Heritage SBAH). Finalment va quedar cobert per les aigües del llac Dukan.
L'excavació va revelar l'ocupació del lloc almenys des del període d'Hassuna en endavant, fins al segle XII/XIV de la nostra era. El principal munt va revelar 16 nivells d'ocupació entre el 6000 aC i el 1300 (dC). Els set primers nivells daten del període d'Hassuna i es caracteritza per files de pedres que han estat interpretades com a fonaments d'una muralla, el terra d'una casa, i en la fase final una mena de canal d'argila. La poteria mostre llaços amb la d'Hassuna i la de Tell es-Sawwan; els estris són fets principalment de pedra, amb preferència l'obsidiana especialment lamines, raspadors i perforadors. L'obsidiana s'ha pogut determinar que venia en gran part de Nemrut Dağ a Turquia oriental.